# 1921 en philosophie
Chronologie de la philosophie
- 1917
- 1918
- 1919
- 1920
- 1921
- 1922
- 1923
- 1924
- 1925

L’année 1921 a été marquée, en philosophie, par les événements suivants :

## Publications
- Alain, Mars ou la Guerre jugée
- Ludwig Wittgenstein, Tractatus logico-philosophicus
- Theodor Lessing, Die verfluchte Kultur
- Albert Einstein, The Meaning of Relativity
- Nicolai Hartmann, Grundzüge einer Metaphysik der Erkenntnis
- Franz Rosenzweig, The Star of Redemption  (L'Étoile de la Rédemption)
- Liang Shuming, The Civilization and Philosophy of the East and the West

## Conférences
- Lucifer et Ahriman, recueil de dix conférences de Rudolf Steiner faites en 1919, 1921 et 1922.

## Naissances
- 4 février : Betty Friedan (USA, -2006)
- 8 février : Hans Albert (Allemagne, 99 ans)
- 21 février : John Rawls (USA, -2002)
- 12 mai : Joseph Beuys (Allemagne, -1986)
- 25 juillet : Paul Watzlawick (Autriche-USA, -2007)
- 31 août : Raymond Williams (Pays de Galles, -1988)
- 12 septembre : Stanisław Lem (Pologne, -2006, SF)
- 19 septembre : Paulo Freire (Brésil, -1997)

## Décès
- 8 février : Pierre Kropotkine (Russie, 1842-)
- 21 septembre : Eugen Dühring, philosophe allemand, né en 1833, mort à 88 ans.
- 22 décembre : Josef Popper-Lynkeus, philosophe autrichien, né en 1838, mort à 83 ans.